# Eric Is Here
| Оценки критиков | Оценки критиков |
| Источник        | Оценка          |
| --------------- | --------------- |
| Allmusic        | [ 3 ]           |

Eric Is Here — студийный альбом Эрика Бёрдона и The Animals, выпущенный в 1967 году, на лейбле MGM Records и спродюсированный Томом Уилсоном. Несмотря на то, что пластинка вышла под названием «Eric Burdon & The Animals», в действительности же её, по сути, можно считать сольным альбомом Эрика Бёрдона.

## Об альбоме
Альбом был записан в 1966 году, после распада оригинального состава The Animals и незадолго до формирования состава, который будет известен под названием Eric Burdon & The (New) Animals. Пластинка по большей части содержит кавер-версии песен различных поп-исполнителей, записанных Эриком Бёрдоном и барабанщиком Барри Дженкинсом в сопровождении оркестра под руководством Хораса Отта. Вполне возможно, что в записи также участвовали и некоторые участники оригинального состава The Animals. Релиз диска состоялся только в США.

## Список композиций

### Сторона 1
1. «In The Night», 2:28
2. «Mama Told Me Not to Come» (Рэнди Ньюман), 2:15
3. «I Think It's Gonna Rain Today[англ.]» (Рэнди Ньюман), 2:01
4. «This Side of Goodbye[англ.]» (Джерри Гоффин, Кэрол Кинг), 3:24
5. «That Ain’t Where It’s At», 2:58
6. «True Love (Comes Only Once in a Lifetime)», 2:33

### Сторона 2
1. «Help Me Girl[англ.]» (Скотт Инглиш[англ.], Ларри Весс[англ.]), 2:39
2. «Wait Till Next Year» (Рэнди Ньюман), 2:15
3. «Losin' Control», 2:45
4. «It’s Not Easy», 3:07 (Барри Манн, Синтия Вэйл)
5. «The Biggest Bundle of Them All» (Ричи Корделл[англ.], Сол Тримачи), 2:11
6. «It’s Been A Long Time Comin'» (Джимми Рэдклифф[англ.], Джоуи Брукс), 2:42

## Участники записи
- Эрик Бёрдон — вокал
- Барри Дженкинс — ударные
- Бенни Голсон — аранжировки, дирижёр
- Хорас Отт — аранжировки, дирижёр
- Билл Макмихан — звукоинженер